# Tennislife Cup
EL Tennislife Cup es un torneo profesional de tenis. Pertenece al ATP Challenger Series. Se juega desde el año 2007 sobre pistas de tierra batida, en Nápoles, Italia.

## Palmarés

### Individuales
| Año  | Campeón        | Finalista                | Resultado      |
| ---- | -------------- | ------------------------ | -------------- |
| 2011 | Leonardo Mayer | Alessandro Giannessi     | 6–3, 6–4       |
| 2010 | Fabio Fognini  | Boris Pašanski           | 6–4, 4–2, RET. |
| 2009 | Frederico Gil  | Potito Starace           | 2–6, 6–1, 6–4  |
| 2008 | Tomas Tenconi  | Lamine Ouahab            | 6–7, 6–3, 6–1  |
| 2007 | Yuri Schukin   | Martín Vassallo Argüello | 7–6, 6–1       |

### Dobles
| Año  | Campeones                               | Finalistas                            | Resultado             |
| ---- | --------------------------------------- | ------------------------------------- | --------------------- |
| 2011 | Yuri Schukin Antonio Veić               | Hsieh Cheng-peng Lee Hsin-han         | 6–7(5–7), 7–5, [10–8] |
| 2010 | Daniel Muñoz-de la Nava Simone Vagnozzi | Andreas Haider-Maurer Bastian Knittel | 1–6, 7–6(5), [10–6]   |
| 2009 | Frederico Gil Ivan Dodig                | Thiago Alves Lukáš Rosol              | 6–1, 6–3              |
| 2008 | Leonardo Azzaro Alessandro Motti        | Ismar Gorčić Antonio Maiorano         | 6–7, 6–3, [10–7]      |
| 2007 | Tomas Behrend Christopher Kas           | Leonardo Azzaro Alessandro Motti      | 7–6, 6–2              |